# Dury (Somme)
Pour les articles homonymes, voir Dury.
Dury est une commune française située dans le département de la Somme en région Hauts-de-France.

## Géographie

### Localisation
Dury est un bourg picard de l'Amiénois.
Limitrophe d'Amiens, la localité est située à 10 km au sud-est d'Ailly-sur-Somme et à 19 km au sud-ouest de Corbie et à 47 km au nord-est de Beauvais, à vol d'oiseau.
Le territoire de la commune est limitrophe de ceux de six communes.
Les communes limitrophes sont Amiens, Hébécourt, Saint-Fuscien, Saleux, Salouël et Vers-sur-Selle.

### Géologie et relief
La superficie de la commune est de 10,99 km2 ; son altitude varie de 59  à   117 mètres. 
Le sol et le sous-sol de la commune sont constitués de calcaire. Sous l'épaisse couche végétale on trouve de l'argile à l'est ; à l'ouest, la terre arable est peu abondante, le sous-sol est calcaire.
Le territoire de Dury est celui d'un plateau dominé par des hauteurs vers la vallée de la Selle à l'ouest, la vallée de Cagny, à l'est. Au sud-ouest, la vallée Tortue est entourée par un bois de sapin.

### Hydrographie

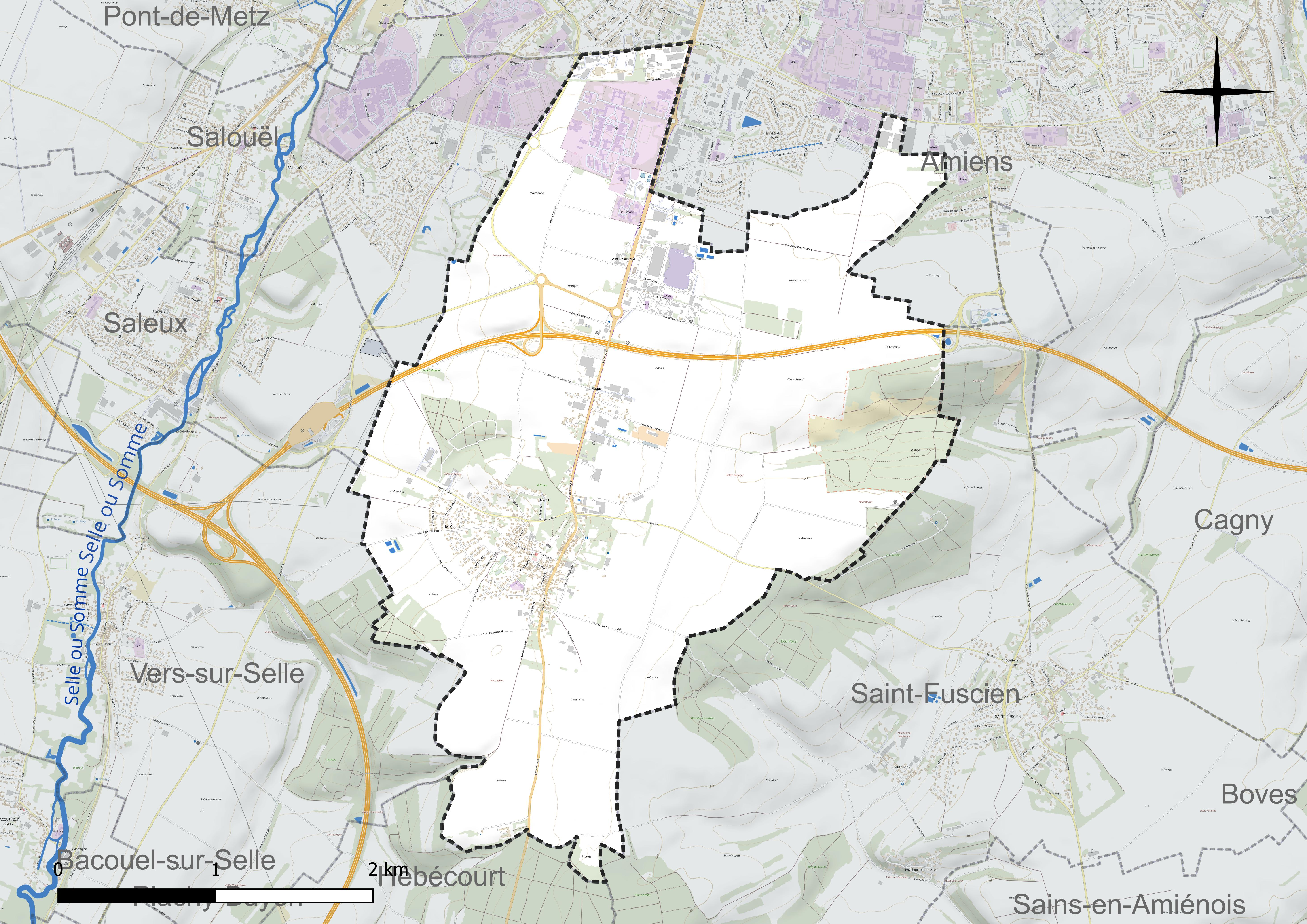
Réseau hydrographique de Dury.

La commune est située dans le bassin Artois-Picardie. Elle n'est drainée par aucun cours d'eau.

### Climat
Pour des articles plus généraux, voir Climat des Hauts-de-France et Climat de la Somme.
En 2010, le climat de la commune est de type climat océanique dégradé des plaines du Centre et du Nord, selon une étude du CNRS s'appuyant sur une série de données couvrant la période 1971-2000. En 2020, Météo-France publie une typologie des climats de la France métropolitaine dans laquelle la commune est exposée à un climat océanique et est dans la région climatique Nord-est du bassin Parisien, caractérisée par un ensoleillement médiocre, une pluviométrie moyenne régulièrement répartie au cours de l'année et un hiver froid (3 °C).
Pour la période 1971-2000, la température annuelle moyenne est de 10,2 °C, avec une amplitude thermique annuelle de 14,2 °C. Le cumul annuel moyen de précipitations est de 719 mm, avec 11,5 jours de précipitations en janvier et 8,4 jours en juillet. Pour la période 1991-2020, la température moyenne annuelle observée sur la station météorologique la plus proche, située sur la commune de Glisy à 10 km à vol d'oiseau, est de 11,1 °C et le cumul annuel moyen de précipitations est de 646,6 mm,. Pour l'avenir, les paramètres climatiques de la commune estimés pour 2050 selon différents scénarios d'émission de gaz à effet de serre sont consultables sur un site dédié publié par Météo-France en novembre 2022.

## Urbanisme

### Typologie
Au 1er janvier 2024, Dury est catégorisée bourg rural, selon la nouvelle grille communale de densité à sept niveaux définie par l'Insee en 2022.
Elle appartient à l'unité urbaine d'Amiens, une agglomération intra-départementale regroupant onze  communes, dont elle est une commune de la banlieue,,. 
Par ailleurs la commune fait partie de l'aire d'attraction d'Amiens, dont elle est une commune de la couronne,. Cette aire, qui regroupe 369 communes, est catégorisée dans les aires de 200 000 à moins de 700 000 habitants,.

### Occupation des sols

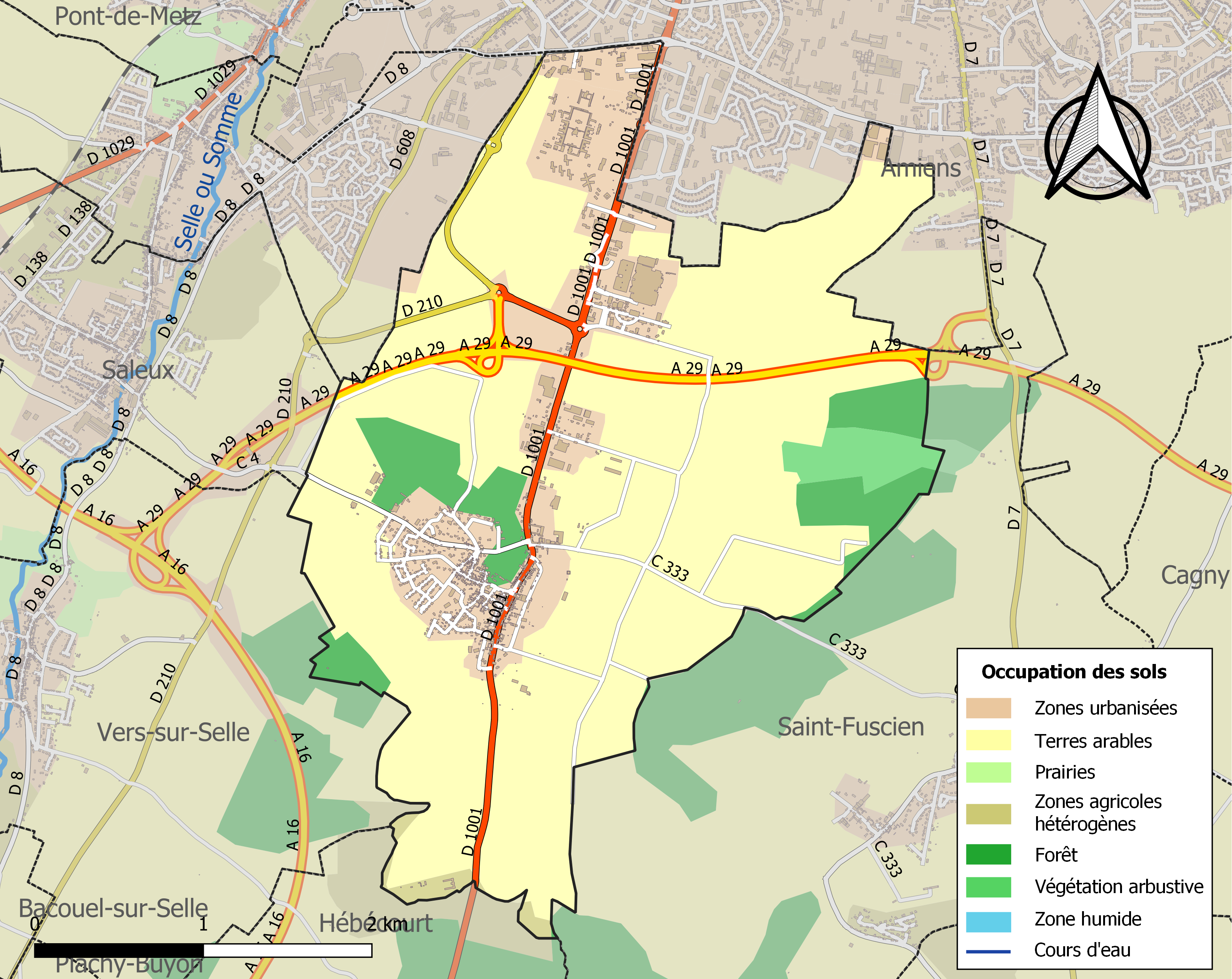
Carte des infrastructures et de l'occupation des sols de la commune en 2018 (CLC).

L'occupation des sols de la commune, telle qu'elle ressort de la base de données européenne d'occupation biophysique des sols Corine Land Cover (CLC), est marquée par l'importance des territoires agricoles (70,4 % en 2018), en diminution par rapport à 1990 (72,1 %). 
La répartition détaillée en 2018 est la suivante : terres arables (69,5 %), zones industrielles ou commerciales et réseaux de communication (11 %), zones urbanisées (8,5 %), forêts (7,8 %), milieux à végétation arbustive et/ou herbacée (2,1 %), zones agricoles hétérogènes (0,9 %), espaces verts artificialisés, non agricoles (0,1 %). 
L'évolution de l'occupation des sols de la commune et de ses infrastructures peut être observée sur les différentes représentations cartographiques du territoire : la carte de Cassini (XVIIIe siècle), la carte d'état-major (1820-1866) et les cartes ou photos aériennes de l'IGN pour la période actuelle (1950 à aujourd'hui).

### Morphologie urbaine
Le bourg périurbain de Dury est situé au bord de l'autoroute A29 au sud d'Amiens. En raison de l'extension progressive de l'urbanisation de la ville d'Amiens, une partie de la commune se retrouve à présent accolée à l'agglomération, le bourg n'étant à présent quasiment plus séparé de cette dernière.

### Voies de communication et transports
La commune est desservi par l'autoroute A16 et sa rue principale est constituée par l'ex-RN 1 (actuelle RD 1001).
En 2025, Dury est desservie par les lignes réseau Ametis. Les lignes N3, 10 et 15 desservent la zone commerciale, le village en lui-meme n'est desservi que par le 15[réf. nécessaire].
La ligne 730 du réseau d'autocars Trans'80 dessert Dury chaque jour de la semaine, sauf le dimanche[réf. nécessaire].

## Toponymie
On trouve plusieurs formes, pour désigner Dury, dans les textes anciens. La première mention d'un lieu nommé Dury apparaît en 710 sous la forme Duriacus, puis Duriacum, Durenum, enfin Dury Amilly.
Dury est un nom de formation toponymique gauloise ou gallo-romaine, selon toute vraisemblance. Le suffixe -(i)acum « lieu de, propriété de » ayant abouti à la terminaison -y dans une grande partie du domaine d'oïl. Le premier élément Dur- représente le nom de personne gaulois Dūrius.

## Histoire

### Préhistoire
L'occupation du site de Dury à l'époque préhistorique est attestée par des outils de pierre datant du paléolithique et du néolithique découverts par les enfants de l'école.[réf. nécessaire]

### Antiquité
Une voie romaine appelée chaussée Brunehaut aurait traversé la commune.
Des fouilles archéologiques ont mis au jour, en 2015, les vestiges d'une villa gallo-romaine datant de la seconde moitié du Ier siècle, à l'époque de la fondation de Samarobriva. Un autre bâtiment, édifié au début du IIe siècle, fut abandonné par la suite. Un nouvel édifice fut alors construit au même emplacement à la fin du IIe ou au début du IIIe siècle, doté d'une cave et un pavillon d'angle. Le site fut définitivement abandonné au milieu du IVe siècle,.

### Moyen Âge
Les premiers seigneurs de Dury sont Maxent en 690 et Hildevent en 710.
En 1080, Raoul de Dury cède au chapitre de la  Cathédrale Notre-Dame d'Amiens ce qu'il possédait dans ce lieu et en 1085, Guy et Yves, comtes d'Amiens, donnent à ce corps religieux la vicomté de Dury. Enfin, en 1195, Pierre l'Aveugle, maire de Dury, vendit la mairie au chapitre cathédral d'Amiens.
En 1348, apparait la famille Picquet de Dourier.
Pendant la Guerre de Cent Ans, en octobre 1415, Henri V d'Angleterre traverse Dury avec son armée.

### Époque moderne
La noblesse d'Adrien Picquet de Dourier est confirmée en 1665 par Gilbert Colbert de Saint-Pouange, intendant de la généralité d'Amiens. La famille Picquet de Dourier occupa le château jusqu'à la Révolution puis disparut.
En 1666, la Peste bubonique, qui fait tant de ravages à Amiens, n'épargne pas Dury. Deux femmes du village meurent en juillet 1666 de maladie foudroyante. La maladie se diffuse dans les villages des environs.
L'église du village est détruite par le feu en 1726 ainsi qu'un grand nombre de maisons.

### Révolution française et Empire
En 1805, un incendie embrase la commune et détruit les maisons des deux côtés de la grand-route.

### Époque contemporaine
Le cimetière renferme quelques monuments remarquables, entre autres, celui de Jean-Baptiste Caumartin, mort en 1849 après avoir pris, comme député libéral, une part importante à la Révolution de 1830.

#### Guerre de 1870

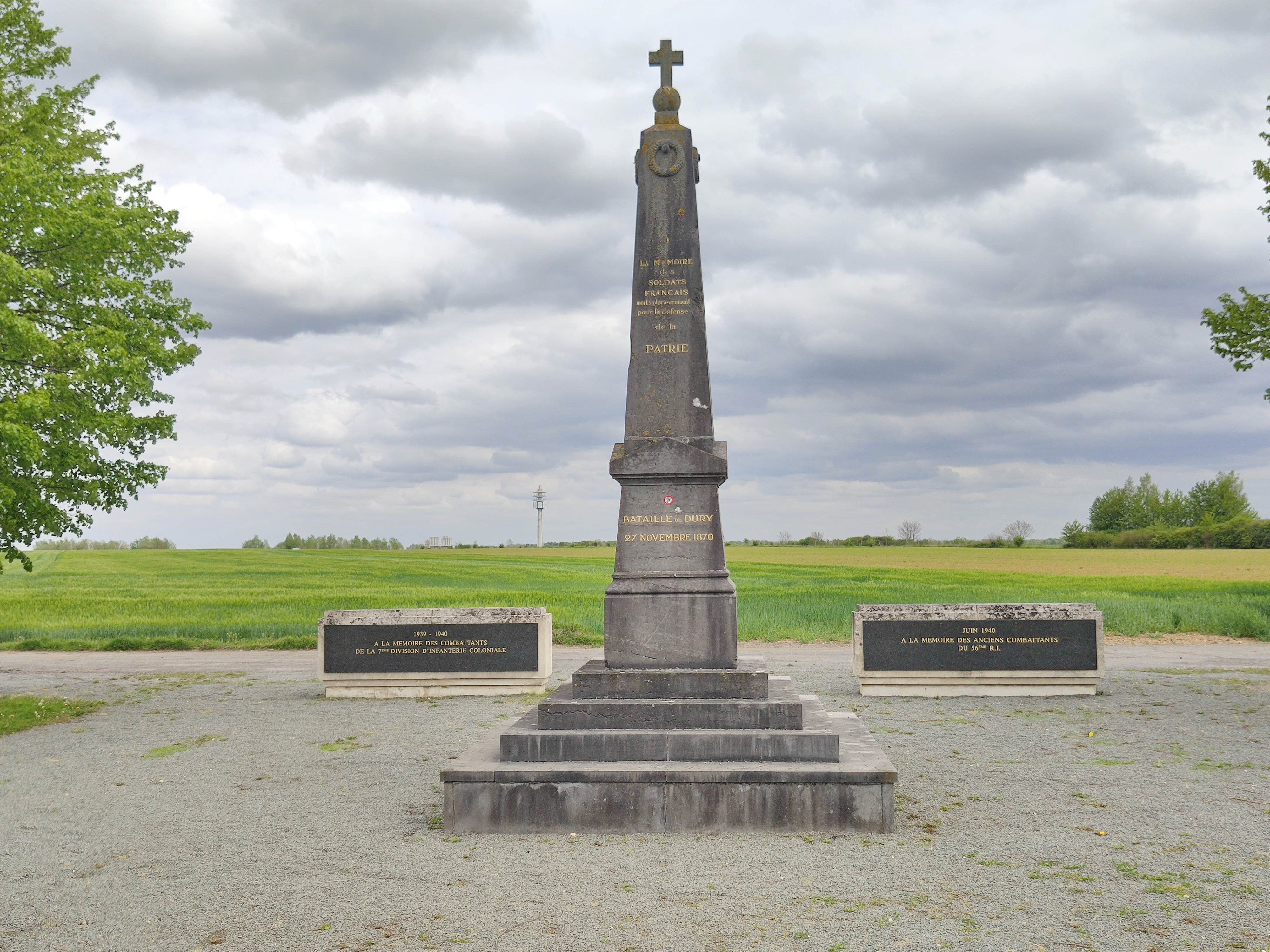
Monument commémoratif de la Bataille de Dury, encadré des monuments aux combattants 1939/1940

Lors de la Guerre franco-allemande de 1870, les habitants souffrent  de l'invasion allemande. Le 27 novembre 1870 se déroule la bataille de Dury au cours de laquelle les soldats français luttent héroïquement contre l'armée prussienne notamment pour le contrôle du cimetière communal, lieu de combat sanglant. Devant la résistance des Français, le général prussien von Barnekow, ordonne, vers 16 h 00, à ses hommes de se replier au sud du village de Dury.

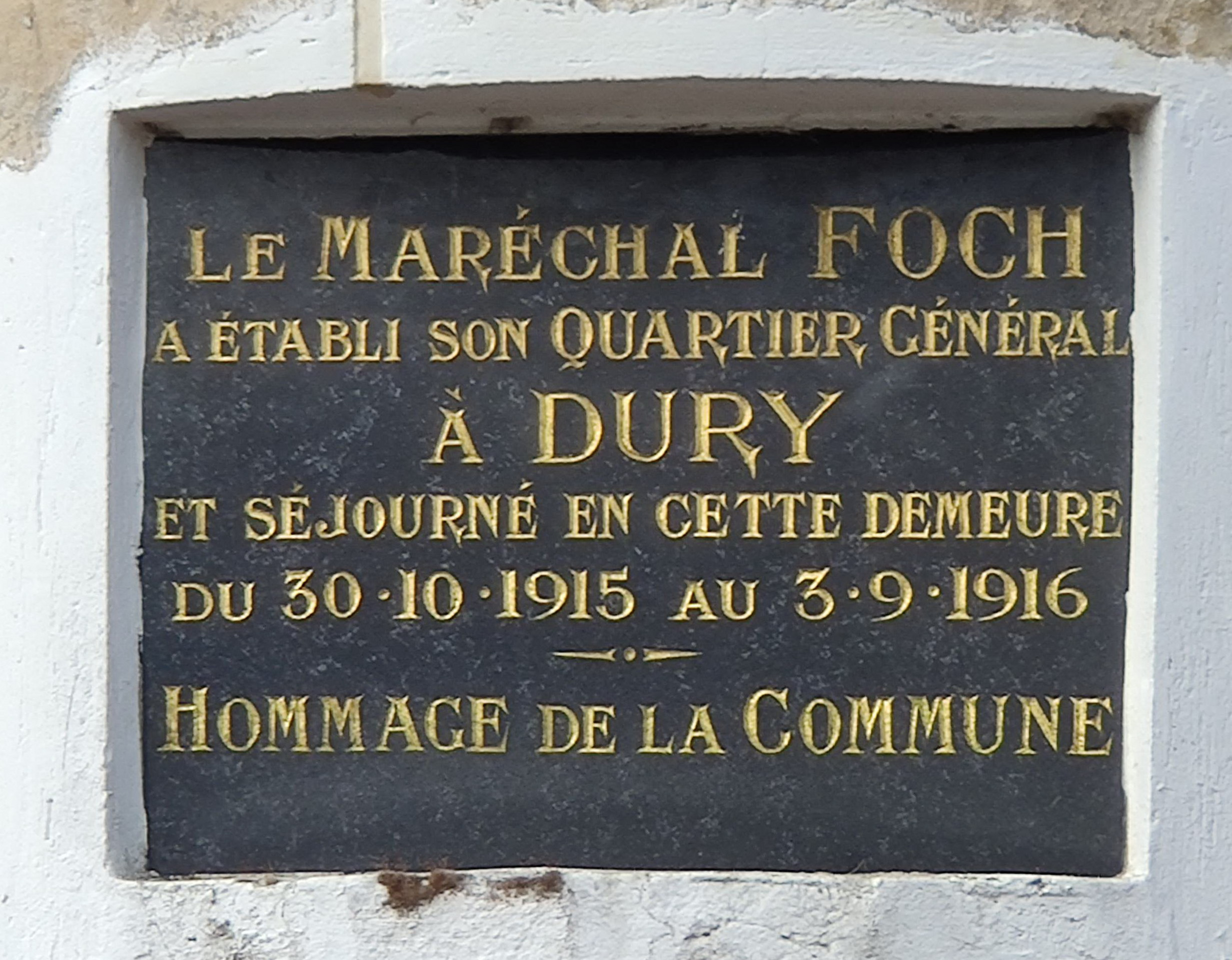
Plaque commémorative du séjour du général Foch au château de Dury, apposée sur l'un des poteaux du portail d'entrée.

#### Première Guerre mondiale
Durant la Première Guerre mondiale, le futur maréchal Foch établit son quartier général dans la commune. D'abord au 1 route nationale, puis au château de Dury, du 30 octobre 1915 au 3 septembre 1916. C'est là qu'il prépare les plans et dirige les opérations de la Bataille de la Somme.

#### Seconde Guerre mondiale
Au début de la Seconde Guerre mondiale, en 1940, après la percée de Sedan, lors de la bataille de France, d'importants combats se déroulent dans un secteur s'étendant de Vers-sur-Selle à Saint-Fuscien et en particulier sur le plateau de Dury, l'une des plus importantes positions clés de la Somme. L'encerclement des armées alliées par les divisions blindées de Guderian, la 7e D.I.C. et la 16e D.I. opposent à Dury, du 20 mai au 8 juin, une courageuse résistance à l'avance ennemie.

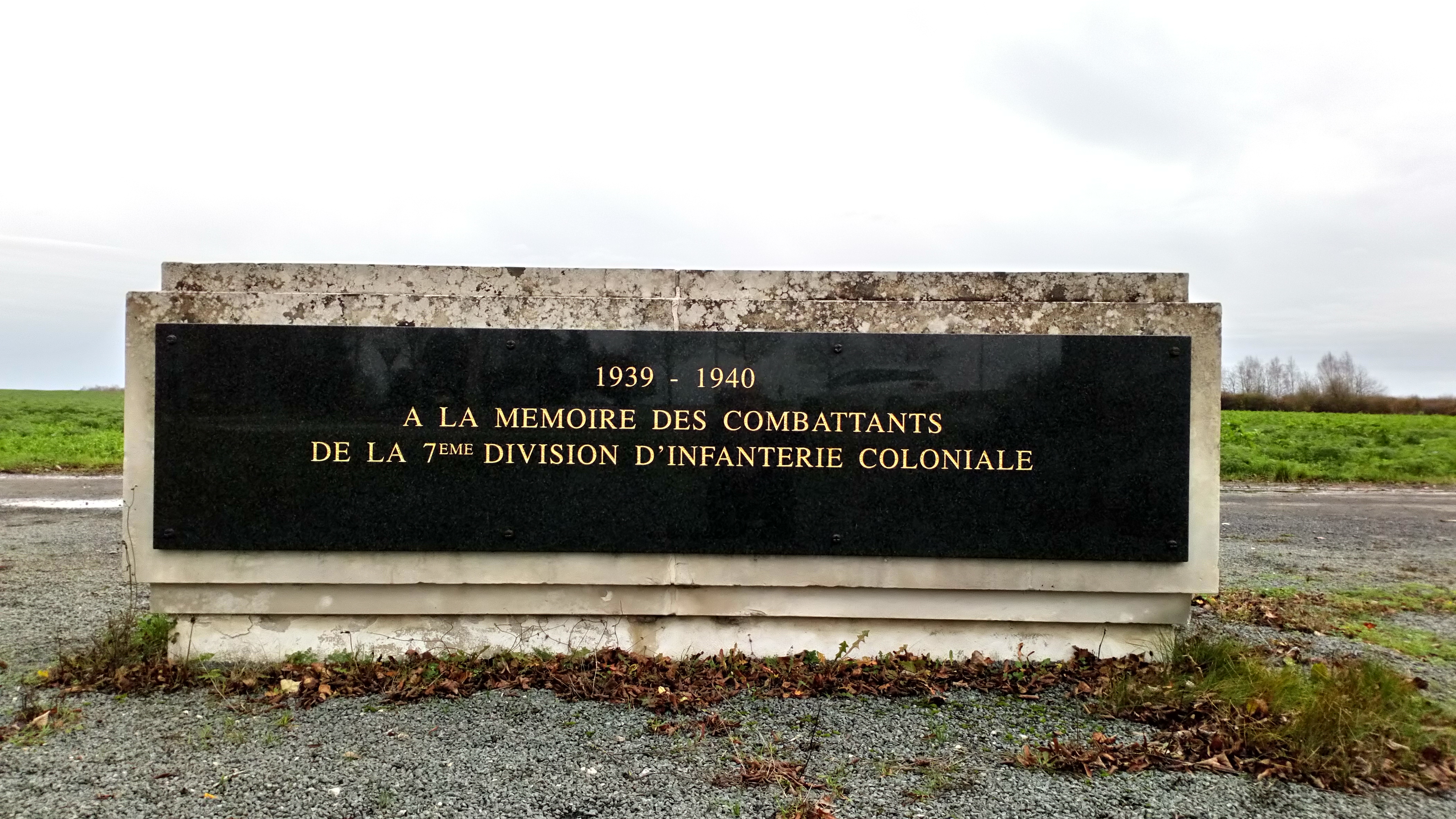
Stèle à la mémoire de la 7e division d'infanterie coloniale
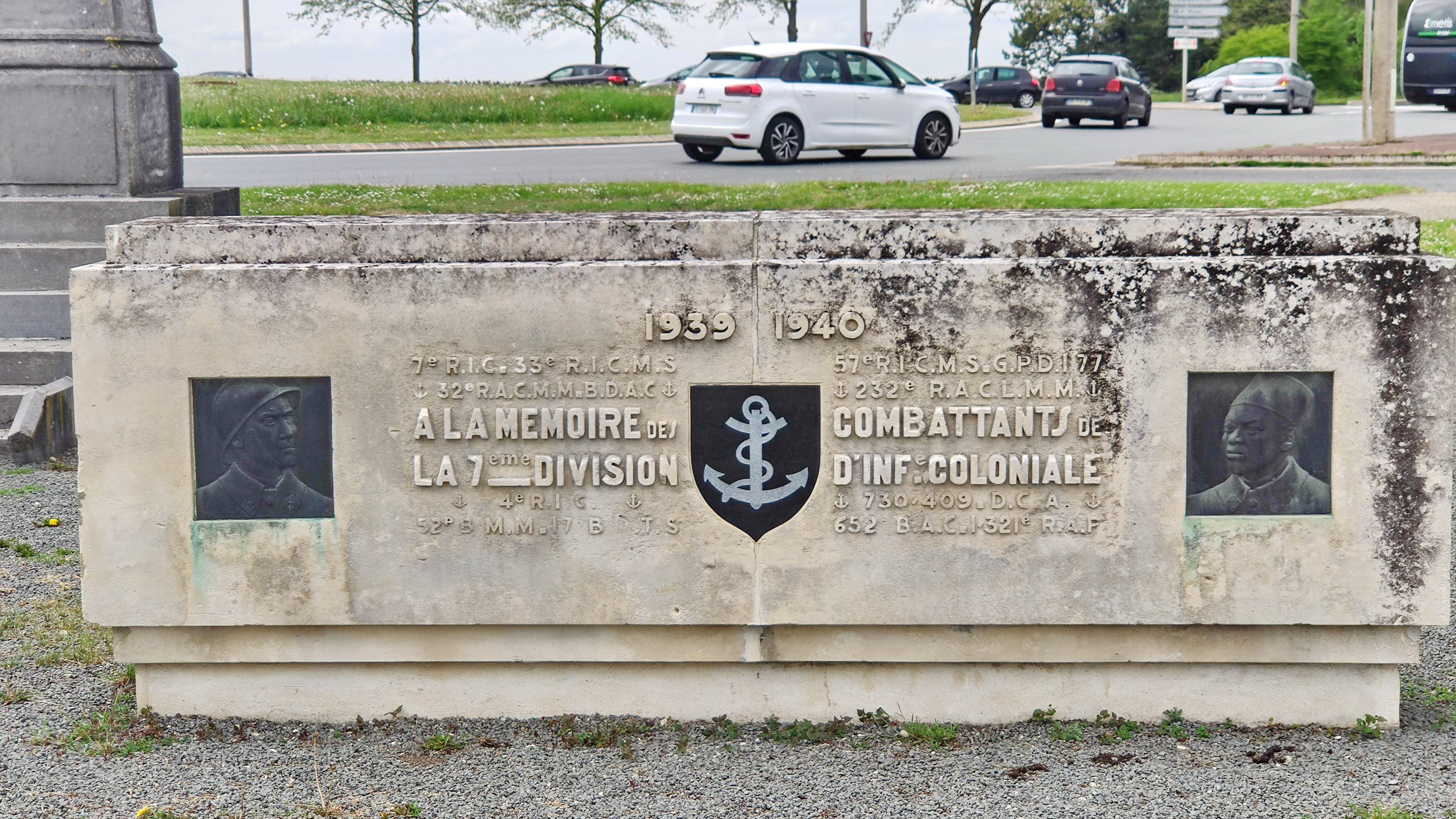

## Politique et administration

### Rattachements administratifs et électoraux

#### Rattachements administratifs
La commune se trouve dans l'arrondissement d'Amiens du département de la Somme.  
Elle faisait partie depuis 1801 du canton de Boves. Dans le cadre du redécoupage cantonal de 2014 en France, cette circonscription administrative territoriale a disparu, et le canton n'est plus qu'une circonscription électorale.

#### Rattachements électoraux
Pour les élections départementales, la commune fait partie depuis 2014 du canton d'Amiens-6.
Pour l'élection des députés, elle fait partie de la deuxième circonscription de la Somme.

### Intercommunalité
Dury est membre de la communauté d'agglomération dénommée Amiens Métropole, un établissement public de coopération intercommunale (EPCI) à fiscalité propre créé en 2000 et auquel la commune a transféré un certain nombre de ses compétences, dans les conditions déterminées par le code général des collectivités territoriales.

### Liste des maires
| Période                                  | Période                       | Identité          | Étiquette | Qualité |
| ---------------------------------------- | ----------------------------- | ----------------- | --------- | --- |
| Les données manquantes sont à compléter. |                               |                   |           | |
|                                          |                               |                   |           | |
| 1896                                     | 1920                          | Auguste Andrieux  |           | |
| 1920                                     | 1964                          | Étienne du Castel |           | |
| 1964                                     | 1965                          | Charles Houiller  | Rad.      | Directeur d'école Conseiller général de Boves (1951 → 1970) |
| 1965                                     | 1973                          | Pierre Desse      |           | Inspecteur de l'Assistance publique (1946-1958). Directeur de l'hôpital Philippe-Pinel à Amiens (1958-1981 Conseiller général de Boves (1970 → 1994) Conseiller régional de Picardie                 |
| 1973                                     | 1975                          | Théophile Véru    |           | |
| 1975                                     | 2000                          | Pierre Desse      | DVD       | Inspecteur de l'Assistance publique (1946-1958). Directeur de l'hôpital Philippe-Pinel à Amiens (1958-1981 Conseiller général de Boves (1970 → 1994) Conseiller régional de Picardie                 |
| 2000                                     | mars 2001                     | Michel Quezin,    |           | Cadre au Touring Club de France Vice-président d'Amiens Métropole (2000 → 2008) |
| mars 2001                                | avril 2014                    | Benoît Mercuzot   | UMP       | Enseignant-chercheur à l'Université de Picardie-Jules-Verne Maire-adjoint d'Amiens (2014 → ) Vice-président d'Amiens Métropole (2014 → )                                                             |
| avril 2014                               | En cours (au 31 octobre 2024) | Anne Pinon        | LR        | Conseillère régionale des Hauts-de-France (2016 → ) Vice-présidente du Conseil régional des Hauts-de-France (2021 → ) Vice-présidente d'Amiens Métropole (2020 → ) Réélue pour le mandat 2020-2026 , |

### Jumelages

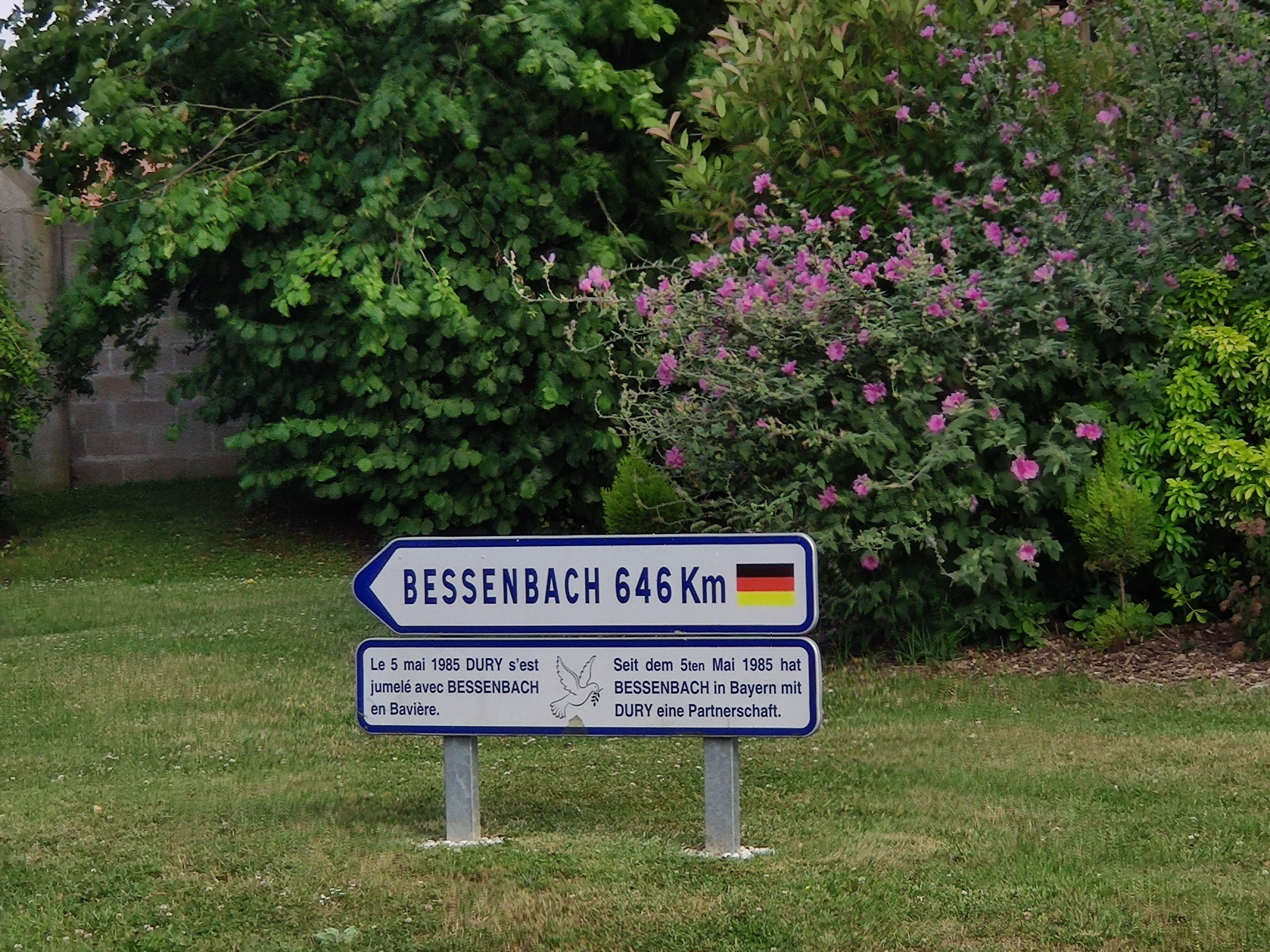

Dury est jumelé avec : 
- Bessenbach (Allemagne) depuis 1985.

## Équipements et services publics

### Espaces publics
Classement des villes et villages fleuris : trois fleurs attribuées en 2007 par le Conseil des Villes et Villages Fleuris de France au Concours des villes et villages fleuris récompensent les efforts locaux en faveur de l'environnement.

## Population et société

### Démographie
L'évolution du nombre d'habitants est connue à travers les recensements de la population effectués dans la commune depuis 1793. Pour les communes de moins de 10 000 habitants, une enquête de recensement portant sur toute la population est réalisée tous les cinq ans, les populations de référence des années intermédiaires étant quant à elles estimées par interpolation ou extrapolation. Pour la commune, le premier recensement exhaustif entrant dans le cadre du nouveau dispositif a été réalisé en 2007.

En 2022, la commune comptait 1 448 habitants, en évolution de +6 % par rapport à 2016 (Somme : −1,26 %, France hors Mayotte : +2,11 %).
| 1793 | 1800 | 1806 | 1821 | 1831 | 1836 | 1841 | 1846 | 1851 |
| ---- | ---- | ---- | ---- | ---- | ---- | ---- | ---- | ---- |
| 630  | 516  | 707  | 779  | 833  | 792  | 833  | 820  | 806  |

| 1856 | 1861 | 1866 | 1872 | 1876 | 1881 | 1886 | 1891 | 1896  |
| ---- | ---- | ---- | ---- | ---- | ---- | ---- | ---- | ----- |
| 744  | 766  | 754  | 693  | 641  | 679  | 669  | 630  | 1 091 |

| 1901  | 1906  | 1911  | 1921 | 1926  | 1931  | 1936  | 1946 | 1954  |
| ----- | ----- | ----- | ---- | ----- | ----- | ----- | ---- | ----- |
| 1 104 | 1 117 | 1 163 | 887  | 1 215 | 1 452 | 1 486 | 590  | 1 246 |

| 1962  | 1968  | 1975  | 1982  | 1990  | 1999  | 2006  | 2007  | 2012  |
| ----- | ----- | ----- | ----- | ----- | ----- | ----- | ----- | ----- |
| 1 517 | 1 694 | 1 698 | 1 561 | 1 341 | 1 141 | 1 239 | 1 248 | 1 222 |

| 2017  | 2022  | - | - | - | - | - | - | - |
| ----- | ----- | - | - | - | - | - | - | - |
| 1 430 | 1 448 | - | - | - | - | - | - | - |

## Culture locale et patrimoine

### Lieux et monuments
- Monument à la bataille de Dury de la Guerre franco-allemande de 1870.

- Église Saint-Nicolas (reconstruite en 1960 sur les plans de  Jacques Antoine et André Devilliers), de style moderne, en brique et ardoise[39].

- Monument aux morts : le nom de 37 soldats tués y est gravé. Ce mémorial concerne trois conflits : Première Guerre mondiale, Seconde Guerre mondiale et opérations extérieures.

- Chapelle du Saint-Esprit, à proximité de l'hôpital Philippe-Pinel.

- Chapelle Notre-Dame-de-la-Délivrance, dressée par les jésuites d'Amiens en 1829, près du bois de la « Belle épine »[40].
- Château de 1638, rénové en 1985, comprenant un parc arboré.

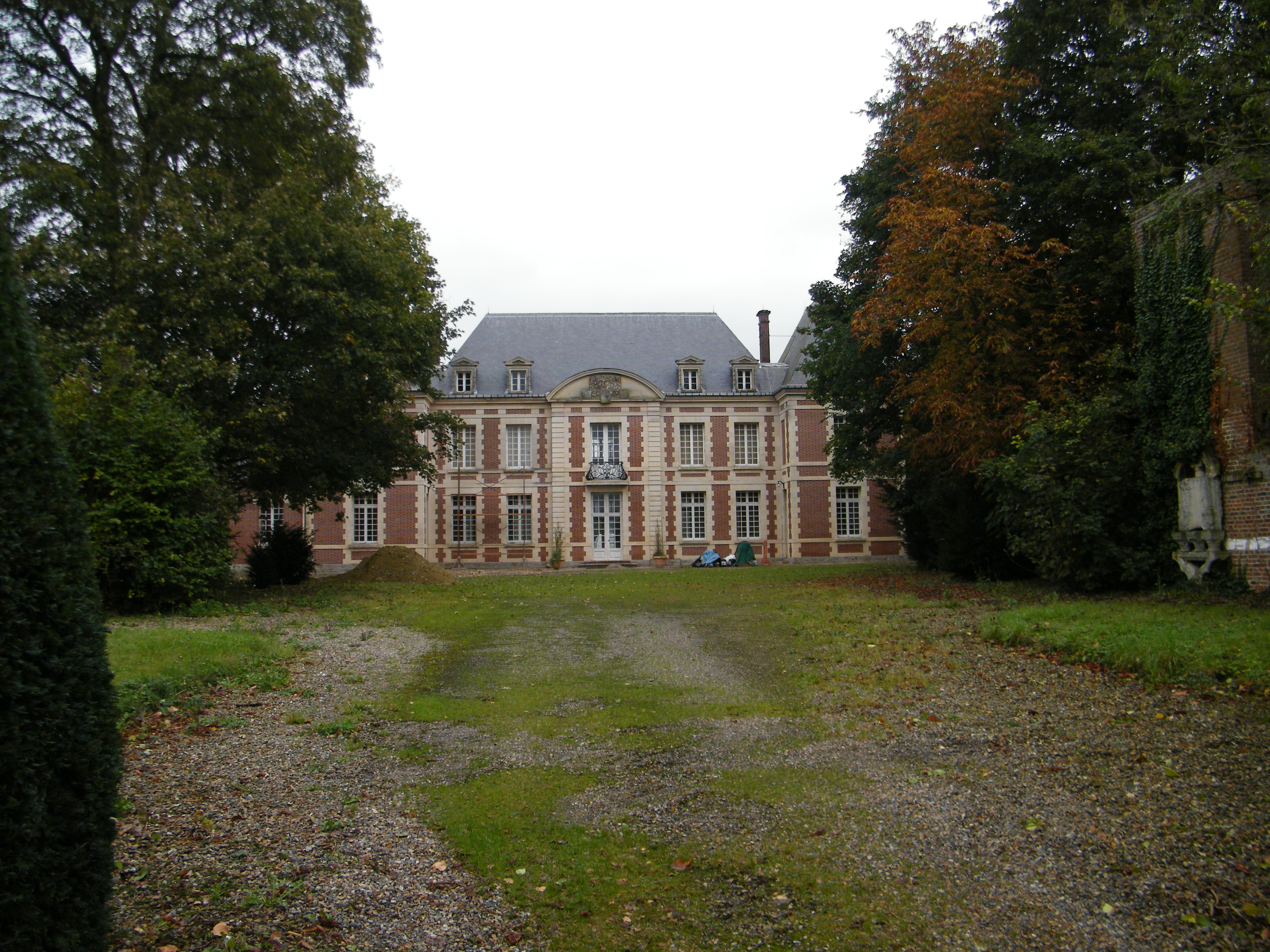
Château.
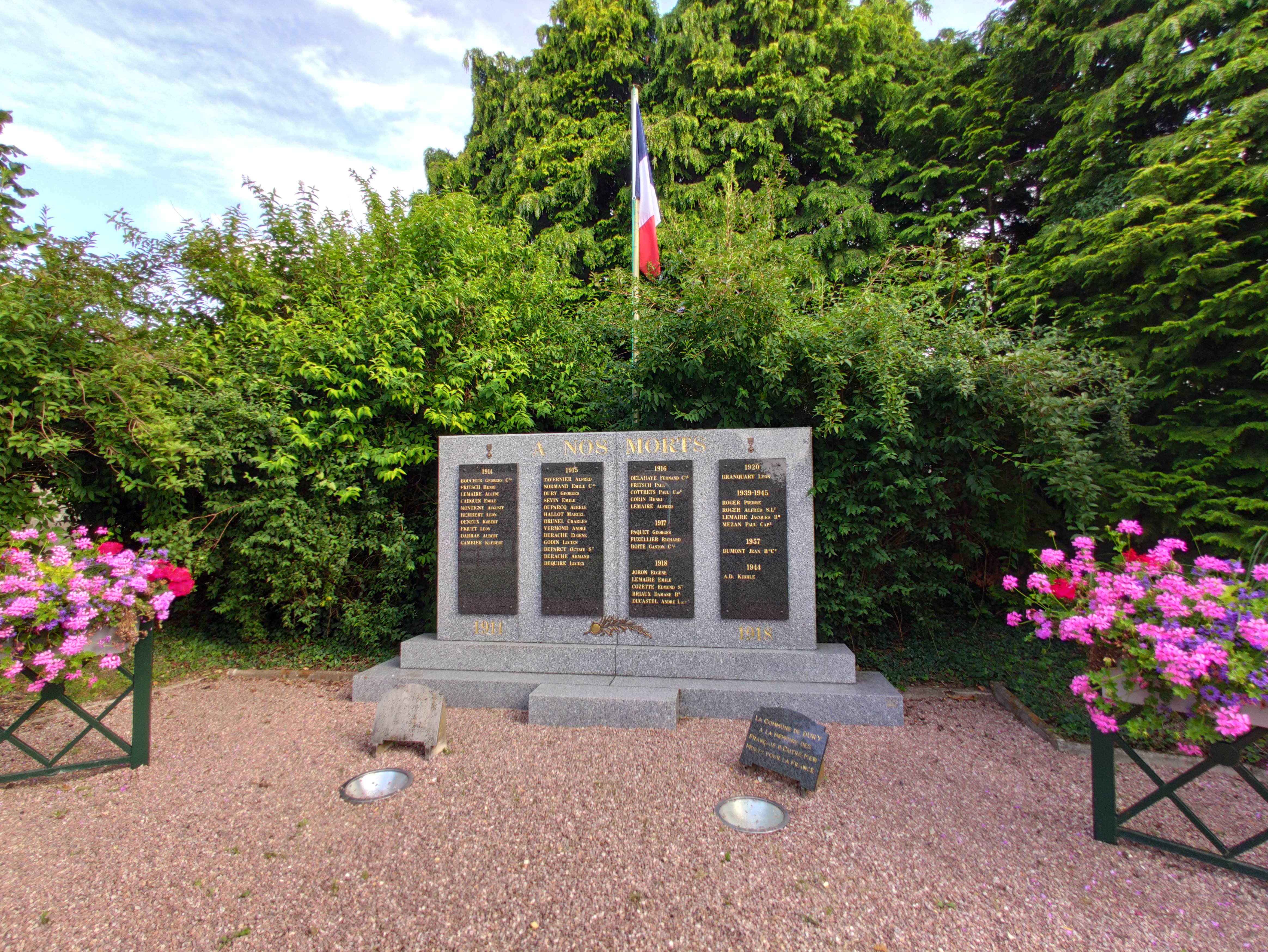
Monument aux morts, place de la mairie
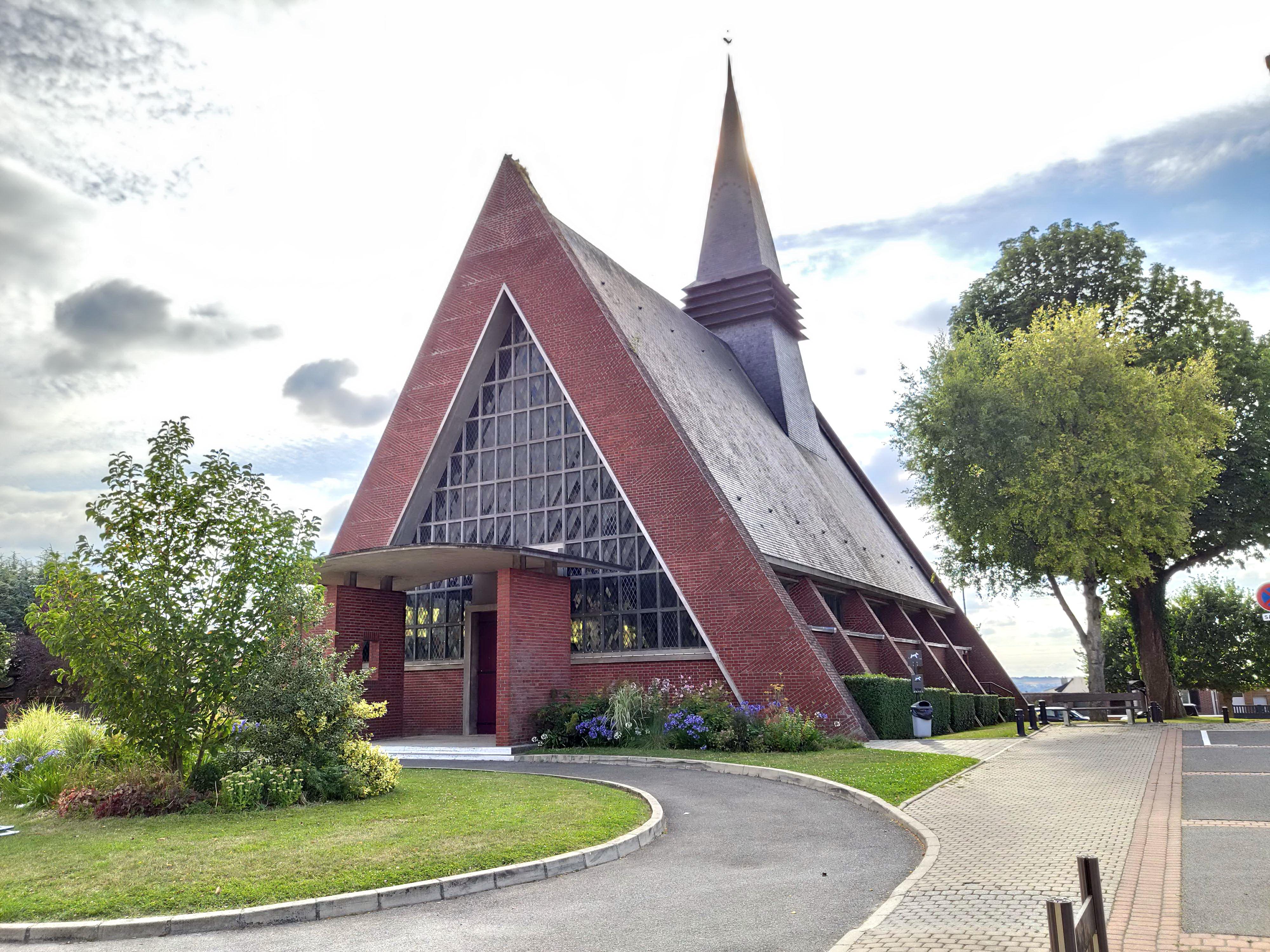
L'église Saint-Nicolas.
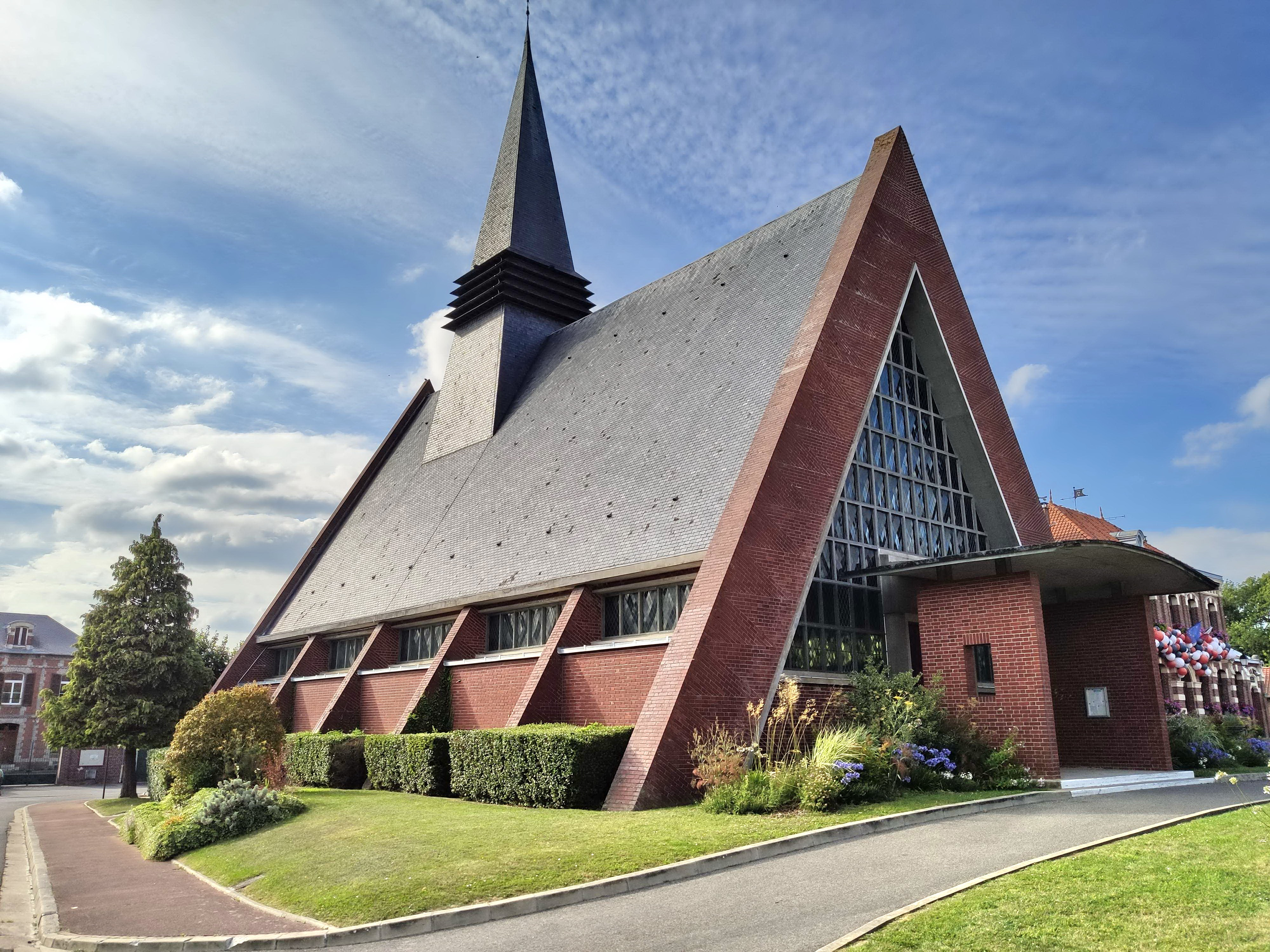

### Légende
Une tradition orale affirme que dans le roman Les Trois Mousquetaires d'Alexandre Dumas, les mousquetaires auraient traversé le village de Dury pour se rendre à Londres chercher les fameux ferrets de la reine[réf. nécessaire].

### Personnalités liées à la commune
Durant la Première Guerre mondiale, le maréchal Foch établit son quartier général dans la commune.
D'abord au 1 route nationale, puis au château.

### Héraldique
| Blason de Dury | Blason  | D'argent au chevron de sable, accompagné de deux étoiles en chef et d'un trèfle du même en pointe. |
| Blason de Dury | Détails | Le statut officiel du blason reste à déterminer.                                                   |

## Pour approfondir